# Dryopteris cacaina
Dryopteris cacaina är en träjonväxtart som beskrevs av Tag. Dryopteris cacaina ingår i släktet Dryopteris och familjen Dryopteridaceae. Inga underarter finns listade.